# Констанція Кастильська (королева Франції)
Констанція (Констанс) Кастильська (бл. 1140 — 4 жовтня 1160, Париж) — інфанта Кастилії і королева Франції, дочка Альфонсо VII, короля Кастилії і Леона, і Беренгарії, дочки Рамона Беренгера III, графа Барселони.

## Біографія
Після розлучення короля Франції Людовика VII з Елеонорою Аквітанською в 1152 році (офіційною причиною розлучення була близька спорідненість), король вже в 1154 році вибрав в якості нової дружини Констанцію. При цьому він знаходився з Констанцією у ближчих родинних стосунках, ніж з Еленорою, але папа римський Анастасій IV дав дозвіл на шлюб. За час шлюбу Констанція народила чоловікові двох доньок і померла від пологів при народженні другої доньки. Похована вона була в абатстві Сен-Дені. Король Людовик VII, який дуже потребував сина, вже через 5 місяців після її смерті одружився утретє.
1. ↑  Альфонсъ // Энциклопедический лексикон — СПб: 1835. — Т. 2. — С. 47–55.